# 珍·哈珀
珍·哈珀（英語：Jane Harber），是澳洲女演員。她所飾演最為人所知的角色是電視劇集《普世家族》中的Zara Perkich。

## 職業生涯
在《普世家族》劇集之前，珍也飾演過電視劇集《墨爾本黑幫》中的Susie Money、《青春密語》中的Zdenka Milanovic，及《家有芳鄰》中的Bianca Nugent。此外，珍也曾在電視劇《藍色牧羊犬》（Blue Heelers）第5季第152集（1997年7月22日播出）的第1段故事「姐妹之愛」（Sisterly Love）中主演名叫Chloe Bassetti的少女。
2012年，珍·哈珀在ABC電視製播的喜劇《一個喜怒無常的聖誕節》（A Moody Christmas）中飾演Cora Benson一角。
2013年間，珍·哈珀經常在ABC電視製播的喜劇《優雅紳士的刀鬥指南》（The Elegant Gentleman's Guide to Knife Fighting）中演出角色。在第7頻道的喜劇電視企畫《SlideShow》的第8季中，珍曾以特別來賓的身分客串演出。
2014年間，珍·哈珀則在迷你電視影集中飾演INXS搖滾樂團主唱Michael Hutchence的前女友Michele Bennett，該影集的名稱是《永不分離：INXS不為人知的故事》（Never Tear Us Apart: The Untold Story of INXS）。
同樣在2014年間，珍也出現在《一個喜怒無常的聖誕節》（A Moody Christmas） 的後續劇集《穆迪家族》（The Moodys）中。

## 參照
1. ↑  . www.australiantelevision.net.   [2019-11-14]. （原始内容存档于2019-03-27）.
2. ↑  Enker, Compiled by Andrew Murfett, Greg Hassall, Paul Kalina, Melinda Houston and Debi. . The Sydney Morning Herald. 2012-11-07  [2019-11-14]. （原始内容存档于2018-06-22） （英语）.
3. ↑  . TV Tonight. 2014-02-06  [2019-11-14]. （原始内容存档于2018-09-12） （澳大利亚英语）.

## 外部連結
- Jane Harber在互联网电影资料库（IMDb）上的資料（英文）
- 珍·哈珀的X（前Twitter）